# Каннский кинофестиваль 1970
23-й Каннский кинофестиваль проходил с 2 по 16 мая 1970 года в Каннах, Франция. В этом году Робер Фавр Ле Бре, основатель фестиваля, решил не включать в конкурс фильмы, снятые в Японии и СССР (флаги этих стран были убраны с Набережной Круазет), мотивируя тем, что он устал от «славянских зрелищ и японских кино-самураев». В ответ советская сторона отозвала из состава жюри ранее включённого туда Сергея Образцова (главу Московского театра кукол).

## Жюри
- Мигель Анхель Астуриас (Посол Гватемалы во Франции, Нобелевский лауреат по литературе 1967 года) — председатель
- Кирк Дуглас
- Карел Рейш
- Кристин Ренал
- Фелисьен Марсо
- Войцех Котек
- Гульельмо Бираджи
- Фолькер Шлёндорф

## Фильмы в конкурсной программе
- Земля наших отцов
- Мелочи жизни
- Don Segundo Sombra
- Харри Мюнтер
- Вкушаем плоды райских кущ
- Azyllo Muito Louco
- Драма ревности: Все детали в хронике
- Ha-Timhoni
- Хоа Бинь
- Дело гражданина вне всяких подозрений
- Пейзаж после битвы
- Лео последний
- Высокая школа
- Malatesta
- Метелло
- Земляничное заявление
- Скажи, что ты любишь меня, Джуни Мун
- Да здравствуют жених и невеста!
- Элиза, или подлинная жизнь
- The Buttercup Chain
- Последний прыжок
- O Palacio dos Anjos
- Тюльпаны Гарлема
- Une si simple histoire

## Фильмы вне конкурсной программы
- Бал графа д’Оржель
- Le territoire des autres
- Mictlan o la casa de los que ya no son
- Дева и цыган
- Загнанных лошадей пристреливают, не правда ли?
- Тристана
- Voyage Chez Les Vivants
- Вудсток

## Награды
- Золотая пальмовая ветвь: Военно-полевой госпиталь М.Э.Ш., режиссёр Роберт Олтмен
- Гран-при: Дело гражданина вне всяких подозрений, режиссёр Элио Петри
- Приз жюри (Мнение жюри по этому поводу разошлось):
  - Высокая школа
  - Земляничное заявление
- Приз за лучшую мужскую роль: Марчелло Мастроянни — Драма ревности: Все детали в хронике
- Приз за лучшую женскую роль: Оттавия Пикколо — Метелло
- Приз за лучшую режиссуру: John Boorman — Leo the Last
- Лучший дебют: Хоа Бинь, режиссёр Рауль Кутар
- Золотая пальмовая ветвь за короткометражный фильм: Волшебные машины, режиссёр Боб Кертис
- Особое упоминание — короткометражный фильм: И Саламбо?
- Технический гран-при: Le Territoire des autres
- Приз международной ассоциации кинокритиков (ФИПРЕССИ): Дело гражданина вне всяких подозрений